# Camponotus iridis
Camponotus iridis är en myrart som beskrevs av Santschi 1922. Camponotus iridis ingår i släktet hästmyror, och familjen myror. Inga underarter finns listade.